# 資本金
資本金（しほんきん、英: share capital, stated capital, legal capital, 独: Gezeichnetes Kapital, Grundkapital, Stammkapital, 仏: Capital social）は、出資者が会社に払い込んだ金額（払込資本）を基礎として設定される一定の額。会計および会社法における用語（簿記で勘定科目の一つ）。

## 概要
資本金は、会社財産確保のために設定される計算上の数額であって、現実の会社財産とは異なる。会社財産が常に変動するのに対し、資本金の額は、法律（会社法）の規定に基づいて算出されるため、現実の会社財産と連動して増減することはない。
日本の会社では、貸借対照表の純資産の部のうち、株式会社にあっては株主資本、持分会社にあっては社員資本を構成するものとされている（会社計算規則第76条）。資本金の額は、原則として、会社設立や募集株式の発行の際に株主となる者が会社に払込み又は給付をした財産の額であるが（第445条）、準備金や剰余金の資本組入れ等によっても増額する。また、資本金の額は登記事項とされている（会社法第911条第3項第5号）。

## 資本金に関する諸原則
従来は、資本金に関して、債権者保護のために次のような原則があると説明されていた。
資本維持の原則
資本金（及び準備金）の額に相当する財産が維持されなければならないとする原則（#資本維持の原則参照）。
資本不変の原則
資本金の額を会社が自由に減少させることはできないとする原則（#資本金の減少参照）。
資本充実の原則
出資が行われる際、資本金（及び準備金）の額に相当する財産が実際に会社に拠出されなければならないとする原則。現物出資の場合、検査役の調査が行われるのは、この原則のためである。ただし、日本では、合資会社の有限責任社員には出資全額払込主義は採用されておらず、合同会社では現物出資の際の調査は必要とされていない。
資本確定の原則
定款で資本金の額を確定し、予定された資本金の額に相当する財産が拠出されなければ、設立や増資の効力が生じないとする原則。無責任な設立・増資を防止しようとするものである。ただし、日本の現行会社法では、資本金の額は定款の絶対的記載事項ではなく、募集株式の発行に関し、打切り発行の制度（第208条第5項）が導入されている。

## 資本維持の原則
資本金は、会社債権者保護のために、出資された財産のうちの一定金額以上を会社財産として保有させる仕組みである。したがって、剰余金の分配可能額は、純資産額から、資本金や準備金等を控除した額（剰余金）を基準にして算出される。すなわち、貸借対照表上の純資産額が資本金や準備金等の総額を上回る場合でなければ、株主への配当等の財産分配をしてはならない（資本維持の原則）。この資本維持の原則は、大陸法系の会社法には共通して存在し（ドイツ株式法 (Aktiengesetz) 第57条、ドイツ有限会社法 (Gesetz betreffend die Gesellschaften mit beschränkter Haftung) 第30条、フランス商法 (Code de commerce) 第232-11条等）、また、イギリスにおいても1985年会社法 (Companies Act 1985) 以来、資本維持規定が存在する（2006年会社法 (Companies Act 2006) 第830条）が、アメリカ各州の会社法には、存在しない。

## 資本金の減少
資本金の額を自由に減少させることができると、資本維持の原則が骨抜きとなり、会社債権者の利益を損なうおそれがあるため、それを防ぐ特別のルールが存在する（資本不変の原則）。
日本においては、株式会社が資本金の額を減少させるためには、原則として株主総会の特別決議を要し、債権者保護手続を経なければならない（第447条）。資本維持の原則が存在するドイツやフランスにおいても、同様の手続が必要とされる（ドイツ株式法第222条以下、ドイツ有限会社法第58条、フランス商法第223-34条、第225-204条、第225-205条）。
イギリスでは、株主総会の特別決議に加え、裁判所の認可が必要とされる（イギリス会社法第641条）。
他方、アメリカには資本維持の原則がないため、取締役会決議によって資本を減少できる州が多く、債権者保護手続も必要とされていない。

## 最低資本金制度
日本では、かつては、会社の設立に際して最低資本金制度はなかったが、1990年改正の旧商法で最低資本金制度が規定され、株式会社はそれまでの事実上35万円から資本金1000万円以上（旧商法第168条の4）、有限会社はそれまでの10万円から資本金300万円以上（旧有限会社法第9条）が必要となった。
2003年2月に新事業創出促進法が改正され、特例措置として資本金1円での株式会社や有限会社の設立が法的には可能となり、旧商法や旧有限会社法を統合して2006年5月に施行された会社法では、最低資本金制度は廃止された。